# Xugu (peintre)
Xugu ou Xu Gu Zhu, Hiu-Kou, Hsü-Ku, de son vrai nom: Zhu, est un peintre chinois du XIXe siècle originaire de Yangzhou, ville du centre de la province du Jiangsu en Chine. Il est né en 1824 et mort en 1896.

## Biographie
Xugu est un peintre d'animaux, de fleurs et fruits. Après avoir servi dans l'armée gouvernementale contre les rebelles Taiping, vers 1850, il se retire et se fait moine bouddhiste. C'est comme calligraphe et peintre traditionnel lettré, qu'il est connu pour ses peintures de fleurs, de fruits et de poissons rouges.

## L'École de Shanghai
Quand les portes closes de la dynastie des Qing sont forcées par les puissances occidentales à l'issue des guerres de l'Opium au XIXe siècle, Shanghai devient un port commercial ouvert. À mesure que se développe l'économie de la ville, les marchands, les propriétaires fonciers ruinés et les paysans s'y précipitent en masse, augmentant sa population de manière considérable. Du choc entre les anciennes traditions et ces forces nouvelles, émerge un nouveau style de peinture. Les œuvres de l'École de Shanghai correspondent au goût des citadins. En dépit de leurs antécédents différents, ces artistes sont tous confrontés à un marché de l'art en mutation. Le goût oisif et raffiné des lettrés décline, remplacé par une demande de nouveauté et d'innovation. Les thèmes peuvent rester les mêmes, mais la façon dont ils sont traités, diffère. Pour la plupart, les peintures de personnages de l'École de Shanghai racontent des histoires d'immortels et de personnages historiques familières aux gens du commun, plutôt que de se fonder sur des allusions comprises des lettrés. Quant aux peintures d'oiseaux-et-fleurs, elles sont exécutées dans un style qui combine l'esquisse libre et le style méticuleux. Les couleurs sont toujours lumineuses, les images vivantes.
Parmi les plus célèbres artistes de l'École de Shanghai, on compte Xugu, les Quatre Ren, Qian Hui'an (1833-1911) et Wu Jiayou. Xugu a les antécédents les plus inhabituels. Né à Shexian dans la province de l'Anhui, il sert comme colonel dans l'armée des Qing et lutte contre les troupes du Royaume Céleste des Taiping jusqu'à ce que, dégouté des violents carnages, il abandonne le monde pour se faire moine bouddhiste. Xugu est doué pour les portraits et les paysages, aussi bien que pour les peintures d'oiseaux, de fleurs, de légumes et de fruits, et vit de son art comme peintre itinérant, voyageant entre Yangzhou, Suzhou et Shanghai. À la longue, ses œuvres commencent à être très recherchées. Dans les dernières années de sa vie, il habite surtout à Shanghai; il meurt au temple de Guandi, à l'ouest de la ville.

## Style et technique
Les œuvres de Xugu témoignent de plusieurs approches du travail au pinceau. Il privilégie la méthode au pinceau sec mais il essaie  aussi les traits de pinceau brisés, où l'on se sert du côté du pinceau que l'on déplace à rebrousse-poils (pour créer les pins élégants et les escarpements à pic). Pin de longévité et grue, une peinture de circonstance destinée sans doute à un anniversaire, représente une grue, un pin et des chrysanthèmes, trois symboles de longévité. L'oiseau, l'arbre et les fleurs sont dessinés à traits de pinceau secs et brisés. Ces lignes donnent au tableau un rythme inhabituel. Les formes sont simples, élégantes et légèrement exagérées. Les couleurs sont amorties mais sans fadeur. Cette œuvre peinte dans les dernières années de sa vie, est l'une des meilleures de Xugu.

## Fin des Qing et débuts de la République, 1900-1927
À la fin de la dynastie des Qing et à l'aube de la République, le paysage de l'art chinois est plutôt morose. Des peintres de renom tels que Xugu, Hu Yuan (1823-1886) et Ren Bonian de l'École de Shanghai sont morts à la fin du XIXe siècle. Pu Hua et Qian Hui'an vivent jusqu'à la révolution de 1911. Le seul peintre marquant encore son activité est Wu Changshuo, qui se trouve dans l'âge d'or de sa création. La plupart des peintres de Beijing suivent les traces des Quatre Wang de la dynastie de Qing (Wang Hui, Wang Shimin, Wang Jian et Wang Yuanqi ou observent prudemment les anciennes règles. Cependant, dans diverses autres villes, des artistes influencés par la révolution et l'Occident commencent à faire des expériences artistiques. Lançant une « révolution dans l'art », ils réévaluent la peinture ancienne et inaugurent un long débat entre novateurs et conservateurs.

## Musées
- Suzhou (Musée):
  - Pin de longévité et grue, rouleau mural, encre et couleur sur papier, dynastie des Qing. 185,5x98 centimètres.